# Horben
Horben – gmina w Niemczech, w kraju związkowym Badenia-Wirtembergia, w rejencji Fryburg, w regionie Südlicher Oberrhein, w powiecie Breisgau-Hochschwarzwald, wchodzi w skład związku gmin Verwaltungsgemeinschaft Hexental. Leży na grani Schwarzwaldu między obszarem krajobrazowym Hexental a doliną Günterstal, ok. 7 km na południe od ścisłego centrum Fryburga Bryzgowijskiego.